# 晓月明
曉月明，日本漫畫家，曾擔任星野桂的助手。
其作品主要在集英社發表，經常跟小說家西尾維新進行合作，代表作是擔任作畫的《最強學生會長》。

## 簡介
- 2003年以《Z-XL》出道。
- 2006年以《神力契約者M&Y（日语：神力契約者M&Y）》第一次在《週刊少年Jump》（集英社）上連載。
- 2009年第一次與小說家西尾維新合作，擔任作畫連載《最強學生會長》。並於2012年播放電視動畫。

## 作品列表
全由集英社發行。

### 漫畫

#### 連載
| 作品名稱（日文原名） | 原作     | 發表雜誌／號                                  | 中文代理   | 冊數   | 備註                                                                          |
| -------------------- | -------- | --------------------------------------------- | ---------- | ------ | ----------------------------------------------------------------------------- |
| 神力契約者M&Y（）    | －       | 《週刊少年Jump》2007年2號－13號               | 東立出版社 | 全2冊  | 連載出道作品。                                                                |
| 最強學生會長（）     | 西尾維新 | 《週刊少年Jump》2009年24號－2013年22·23合併號 | 東立出版社 | 全22冊 | 2012年4月－6月、10月－12月播出同名電視動畫。                                  |
| 症年症女（）         | 西尾維新 | 《Jump Square》2016年2月號－2017年5月號       | 東立出版社 | 全3冊  | －                                                                            |
| 十二大戰（十二大戦）         | 西尾維新 | 《少年Jump+》2017年9月23日－2018年5月12日     | 東立出版社 | 全4冊  | 西尾維新（著）、中村光（插圖）小說漫畫版。 2017年10月－12月播出同名電視動畫。 |
| BOXER's BLAST        | 酒井敦朗 | 《Jump Square》2018年12月號－2019年10月號     |            | 全3冊  | 負責作畫。                                                                    |

#### 短篇
- Z-XL（《赤丸Jump》2003夏季號）
- ANGEL AGENT（《Jump the REVOLUTION！》2005年增刊號）
- 神力契約者M&Y（《週刊少年Jump》2006年17號）
- LITTLE BRAVE （《赤丸Jump》2008冬號）
- 最強學生會長（擔任作畫，原作：西尾維新，《週刊少年Jump》2009年10號）
- 圖書館救世主俱樂部（《少年Jump NEXT！》2014年冬季號）
- （《週刊少年Jump》2014年49號，原作：西尾維新。後來收錄在，全1冊，2015年4月3日發行）[1]
- Luger Code 1951（日语：ルガーコード1951）（擔任作畫，原作：羽木遼人，《少年Jump+》2015年12月28日號－2016年2月29日）
- （擔任作畫，原作：西尾維新。，《Jump Square》2019年12月號）
- STOP！盜版（一般社團法人 内容產品海外流通促進機構，2020年）公開於暁月明pixiv網站[2]。

### 插圖
- （原作：城崎火也，Jump j-BOOKS（日语：ジャンプ ジェイ ブックス））
  1.  ISBN 4087031675
  2.  ISBN 978-4087031768
  3.  ISBN 978-4087031850
- （Jump j-BOOKS）
  1. ISBN 978-4087033182
  2. ISBN 978-4087033342
  3. ISBN 978-4087033496

### 其它
- 「JoJo」連載25週年紀念 特別寄稿（2012年）

## 師父
- 星野桂[3]

## 助手
- 竹內良輔（日语：竹内良輔）[4]

## 外部連結
- 晓月明的X（前Twitter）  （日語）